# アレクセイ・ラミレス
アレクセイ・フェルナンド・ラミレス・ロドリゲス（Alexei Fernando Ramírez Rodriguez , 1981年9月22日 - ）は、キューバ共和国ピナール・デル・リオ州ピナール・デル・リオ出身の元プロ野球選手（遊撃手）。右投右打。
愛称は"Cuban Missile（キューバン・ミサイル）"で、この愛称はアロルディス・チャップマンら、他のキューバ出身選手にも使われている。

## 経歴

### キューバ時代
キューバでは国内リーグ"セリエ・ナシオナル・デ・ベイスボル"のベゲーロス・デ・ピナール・デル・リオに所属。2000-2001シーズンから2006-2007シーズンまでの7シーズンで521試合に出場。打率.332・73本塁打・328打点という通算成績を残し、最終シーズンには本塁打王のタイトルを獲得した。
キューバ代表としても実績を残し、2004年のアテネオリンピック野球キューバ代表や2006年の第1回WBCキューバ代表にも選ばれた。アテネでは金メダルを獲得、第1回WBCでは9番打者として16打数6安打・打率.375を記録し、キューバ準優勝の一翼を担った。
私生活では、ドミニカ共和国から医学を勉強しにキューバへ留学していた女性と結婚。2007年9月、「妻に会いに行く」として査証を取得したうえでドミニカ共和国へ入国し、そのまま亡命した。キューバでは亡命を防ぐために選手の出国が厳しく制限されており、これまで他国に亡命した選手の中には、いかだで密入国しパスポートを不正に入手したユニエスキー・ベタンコートのように法を犯してまで逃亡する選手もいた。しかしそんな中でラミレスは査証を受給し堂々と、しかもアテネオリンピックで手に入れた金メダルなどの私物を持ってくるほど余裕を持って出国し、亡命を果たした。WBCに出場したのを機にMLBでのプレイを決意したというラミレスに複数の球団が興味を示した。

### ホワイトソックス時代
2008年1月22日にシカゴ・ホワイトソックスと4年475万ドルで契約を結び、入団したことが発表された。
オジー・ギーエン監督によってキューバン・ミサイルと命名され、スプリングトレーニングではフアン・ウリーベと二塁手のレギュラーを争うが、開幕戦には6番・中堅手として先発出場。3・4月は中堅を中心に14試合に出場し、月間打率.121と苦しんだ。さらに5月には、アテネオリンピックの金メダルが盗まれるハプニングに見舞われる。しかし同月中旬からは二塁手に定着し、月間打率も同月は.295、6月は.355と上昇していく。ポジションを維持したままレギュラーシーズンを過ごし、最終的に打率.290・21本塁打・OPS.792まで到達した。満塁の場面で特に勝負強さを発揮し、打率.471・4本塁打を記録。シーズン終了後には、新人王投票でエバン・ロンゴリアに次ぐ2位となった。
チームはシーズン終了後、翌2009年の正遊撃手としてラミレスを二塁手からコンバートする意向を早々と決め、2008年にホワイトソックスで正遊撃手を務めたオーランド・カブレラがFAとなっても引き留めなかった。2年目のシーズンは開幕戦に8番・遊撃手として先発。主に下位打線や2番打者などを担い、長打こそ減ったものの出塁率を前年より上げた。
2010年は自己最多の156試合に出場。2009年と同じく遊撃手として出場。打撃面では打率.282・18本塁打・70打点・13盗塁を記録し、自身初のシルバースラッガー賞を受賞。本塁打は15、盗塁は13以上の数字を3年連続でマークした。一方、守備面ではゴールドグラブ賞の有力候補とされていたが、失策数でラミレスを下回るニューヨーク・ヤンキースのデレク・ジーターが受賞した。このジーターの受賞に対しては多くのアナリストが疑問を呈した。
2011年2月3日に4年総額3250万ドルで契約を延長した。2011年は出場158試合中100試合で2番打者を担った。この年も15本塁打を放ったが、盗塁は7つに留まり、メジャー4年目で初めて二桁未達に終わった。
2012年は盗塁数こそ自己最多の20 (当時) を記録したものの、打撃成績は打率.265、9本塁打、OPS.651とMLBデビュー以降では最低の成績に終わった。特に四球が少なく、自己ワーストの16四球だった。
2013年は1番を打つことも多かったため、自己最少の6本塁打、48打点に終わったが、リーグ7位で自己最多の39二塁打・自身初の30盗塁・自己2番目の打率.284・自己最多の181安打をマークするなど役割を果たした。また打席数は増えたが、4年ぶりに三振を60個台にまで減らした。守備面では、ア・リーグの遊撃手ではワーストとなる22失策を喫したが、DRSはプラスだった。
2014年は、自身初となるオールスター出場を果たした。また、4年振り2度目となるシルバースラッガー賞を遊撃手部門で受賞した。レギュラーシーズンの概況としては、4年連続で158試合に出場して、打率.273、15本塁打、74打点、21盗塁という好成績をマーク。本塁打は3年ぶりに15本以上で、盗塁は3年連続20以上で、企図数25で21回成功させており自己最高の成功率84%を記録した。守備面では失策を15まで減らした。
2015年は154試合に出場し、2010年から6年連続150試合以上となったが、打率.249・10本塁打・62打点という打撃成績に終わった。なお、この年通算100本塁打を達成した。守備は前年からほぼ横ばいの成績で、16失策で守備率.977という成績だった。また、投手としてマウンドに登る機会もあり、1回を1安打1死球で無失点に抑えた。11月4日にFAとなった。

### パドレス時代
2016年1月22日にサンディエゴ・パドレスと1年300万ドルで契約を結んだ。9月4日に自由契約となった。パドレスではショートのレギュラーに据えられて128試合に出場していたが、打撃面では打率.240・5本塁打・41打点・6盗塁に対して9盗塁死と、結果を残せなかった。

### レイズ時代
2016年9月8日にタンパベイ・レイズと契約した。レイズでは、ショートで17試合に出場して打率.246、1本塁打、7打点、2盗塁に留まった。合計145試合に出場し、打率.241・6本塁打・48打点・8盗塁という打撃成績を記録。打率は自己ワースト、本塁打と打点はワーストタイと、結果を残せないシーズンとなった。オフの11月3日にFAとなった。

### レイズ退団後
2017年は所属球団なく、2018年3月22日にリーガ・メヒカーナ・デ・ベイスボルのメキシコシティ・レッドデビルズと契約。8月16日に解雇となる。

## プレースタイル
打撃は早いカウントから積極的に打っていく典型的なフリースインガーであり、ボールゾーンのスイング率は、2008年にブラディミール・ゲレーロに次いで両リーグ2位の42.7%を記録している。その後の3年は32.3%・35.4%・35.5%と低くなっていったが、2012年に5位の41.5%を記録している。一方で、主に2番を打つため打席数は比較的多いが、ボール球に手を出す割には三振が少なく自己ワーストで84三振。例年60～80程度で一度も100三振を超えたことがなく三振率もメジャー平均を大きく下回っている。
遊撃手としてはMLB全体でもトップクラスの守備範囲を誇り、強肩も兼ね備えている。2008年から2012年までの5年間の守備防御点は全遊撃手でユネル・エスコバーに次いで2位の+41、UZRではJ・J・ハーディ、ジミー・ロリンズに次いで3位の+31.4を記録している。

## 人物
元々は遊撃手であるものの、キューバ国内リーグでは二塁手での出場が多く、最後の2シーズンは中堅手での出場が多かった。キューバ代表として出場した国際大会ではスーパーサブのような役割が多かったが、2007年のパンアメリカン競技大会ではそれまで二塁を守っていたユリエスキ・グリエルが三塁手にコンバートされ、空いている二塁にラミレスが回った。キューバ国内リーグではさほど盗塁数は多くなく成功率も低かったが、アテネオリンピック前に行われた日本代表との壮行試合第2戦では、三浦大輔から四球を選んで出塁し次打者の初球に盗塁を決めてみせる活躍をした。
MLBの公式プロフィールで身長6フィート2インチ（約188cm）・体重180ポンド（約81.6kg）となっているように痩身で、MLB1年目のスプリングトレーニングを取材したFOXスポーツ記者のケン・ローゼンタールは「ホワイトソックスの選手としてはマイケル・ジョーダン以来のひょろひょろだ」と表現している。ホワイトソックスに初めて合流した際に、球団のトレーナーやコーチはラミレスの肉体を見て「アルフォンソ・ソリアーノのようだ」と感想を漏らしたという。

## 詳細情報

### 年度別打撃成績
| 年 度     | 球 団    | 試 合 | 打 席 | 打 数 | 得 点 | 安 打 | 二 塁 打 | 三 塁 打 | 本 塁 打 | 塁 打 | 打 点 | 盗 塁 | 盗 塁 死 | 犠 打 | 犠 飛 | 四 球 | 敬 遠 | 死 球 | 三 振 | 併 殺 打 | 打 率 | 出 塁 率 | 長 打 率 | O P S |
| --------- | -------- | ----- | ----- | ----- | ----- | ----- | -------- | -------- | -------- | ----- | ----- | ----- | -------- | ----- | ----- | ----- | ----- | ----- | ----- | -------- | ----- | -------- | -------- | ----- |
| 2000-2001 | PRI      | 17    | 20    | 19    | 4     | 8     | 1        | 1        | 0        | 11    | 1     | 0     | 0        | 0     | 0     | 1     | 0     | 0     | 1     | 1        | .421  | .450     | .579     | 1.029 |
| 2001-2002 | PRI      | 64    | 298   | 263   | 60    | 90    | 13       | 5        | 5        | 128   | 40    | 2     | 2        | 5     | 2     | 28    | 1     | 0     | 36    | 6        | .342  | .403     | .487     | .889  |
| 2002-2003 | PRI      | 89    | 426   | 385   | 75    | 131   | 25       | 5        | 12       | 202   | 63    | 9     | 8        | 2     | 2     | 32    | 0     | 5     | 51    | 9        | .340  | .396     | .525     | .921  |
| 2003-2004 | PRI      | 89    | 411   | 367   | 67    | 113   | 20       | 5        | 11       | 176   | 52    | 7     | 4        | 4     | 4     | 30    | 2     | 6     | 48    | 7        | .308  | .366     | .480     | .846  |
| 2004-2005 | PRI      | 84    | 379   | 337   | 56    | 115   | 15       | 2        | 13       | 173   | 50    | 8     | 4        | 1     | 3     | 32    | 9     | 6     | 31    | 7        | .341  | .405     | .513     | .918  |
| 2005-2006 | PRI      | 89    | 395   | 337   | 54    | 109   | 18       | 1        | 12       | 165   | 54    | 4     | 5        | 1     | 2     | 48    | 9     | 7     | 23    | 12       | .323  | .416     | .490     | .906  |
| 2006-2007 | PRI      | 89    | 403   | 340   | 65    | 114   | 13       | 4        | 20       | 195   | 68    | 6     | 3        | 0     | 1     | 48    | 17    | 14    | 37    | 10       | .335  | .437     | .574     | 1.010 |
| 2008      | CWS      | 136   | 509   | 480   | 65    | 139   | 22       | 2        | 21       | 228   | 77    | 13    | 9        | 4     | 4     | 18    | 3     | 3     | 61    | 14       | .290  | .317     | .475     | .792  |
| 2009      | CWS      | 148   | 606   | 542   | 71    | 150   | 14       | 1        | 15       | 211   | 68    | 14    | 5        | 6     | 8     | 49    | 3     | 1     | 66    | 15       | .277  | .333     | .389     | .723  |
| 2010      | CWS      | 156   | 626   | 585   | 83    | 165   | 29       | 2        | 18       | 252   | 70    | 13    | 8        | 7     | 5     | 27    | 2     | 2     | 82    | 12       | .282  | .313     | .431     | .744  |
| 2011      | CWS      | 158   | 684   | 614   | 81    | 165   | 31       | 2        | 15       | 245   | 70    | 7     | 5        | 8     | 5     | 51    | 1     | 6     | 84    | 19       | .269  | .328     | .399     | .727  |
| 2012      | CWS      | 158   | 621   | 593   | 59    | 157   | 24       | 4        | 9        | 216   | 73    | 20    | 7        | 4     | 4     | 16    | 2     | 4     | 77    | 15       | .265  | .287     | .364     | .651  |
| 2013      | CWS      | 158   | 674   | 637   | 68    | 181   | 39       | 2        | 6        | 242   | 48    | 30    | 9        | 4     | 4     | 26    | 2     | 3     | 68    | 17       | .284  | .313     | .380     | .693  |
| 2014      | CWS      | 158   | 657   | 622   | 82    | 170   | 35       | 2        | 15       | 254   | 74    | 21    | 4        | 1     | 4     | 24    | 0     | 6     | 81    | 21       | .273  | .305     | .408     | .713  |
| 2015      | CWS      | 154   | 622   | 583   | 54    | 145   | 33       | 0        | 10       | 208   | 62    | 17    | 7        | 1     | 6     | 31    | 2     | 1     | 68    | 18       | .249  | .285     | .357     | .642  |
| 2016      | SD       | 128   | 444   | 421   | 33    | 101   | 19       | 2        | 5        | 139   | 41    | 6     | 9        | 0     | 2     | 17    | 3     | 4     | 56    | 7        | .240  | .275     | .330     | .605  |
| 2016      | TB       | 17    | 62    | 57    | 5     | 14    | 3        | 0        | 1        | 20    | 7     | 2     | 0        | 1     | 0     | 4     | 0     | 0     | 7     | 1        | .246  | .295     | .351     | .646  |
| '16計     | TB       | 145   | 506   | 478   | 38    | 115   | 22       | 2        | 6        | 159   | 48    | 8     | 9        | 1     | 2     | 21    | 3     | 4     | 63    | 8        | .241  | .277     | .333     | .610  |
| CNS：7年  | CNS：7年 | 521   | 2332  | 2048  | 381   | 680   | 105      | 23       | 73       | 1050  | 328   | 36    | 26       | 13    | 14    | 219   | 38    | 38    | 227   | 52       | .332  | .404     | .513     | .917  |
| MLB：9年  | MLB：9年 | 1371  | 5505  | 5134  | 601   | 1387  | 249      | 17       | 115      | 2015  | 590   | 143   | 63       | 36    | 42    | 263   | 18    | 30    | 650   | 139      | .270  | .307     | .392     | .700  |

- 2018年度シーズン終了時
- 各年度の太字はリーグ最高
- キューバで通常用いられる個人通算成績は、プレーオフや選抜リーグなども合算するため、この表の合計とは一致しない

### 獲得タイトル・表彰
CNS
- 本塁打王：1回（2007年）

MLB
- シルバースラッガー賞：1回（2010年）
- MLBオールスターゲーム選出：1回（2014年）

### 背番号
- 10 （2008年 - 2016年途中）
- 24 （2016年途中 - 同年終了）

### 代表歴
- 2004年アテネオリンピックの野球競技・キューバ代表
- 2006 ワールド・ベースボール・クラシック・キューバ代表